# يوأنس الأول (بابا الإسكندرية)
يوأنس الأول البابا التاسع والعشرون
سيامته بطريركًا:
بعد نياحة البابا أثناسيوس الثاني اتجهت الأنظار إلى راهبٍ من دير الأنبا مقار اسمه يوأنس، قضى السنين الطوال في الجهاد الروحي فعطر الوادي بسيرته، ومن ثَمَّ قصد وفد من الأساقفة والأراخنة إلى برية شيهيت لمقابلته والإعراب عن رغبتهم في انتخابه. امتنع في أول الأمر ولكن لما وجد إصرار الذين جاءوا إليه قال في نفسه: «من يدريني إن كان إلحاح هؤلاء الرجال وحيًا من الروح القدس؟ فيجب عليَّ أن أحذر لئلا أكون معاندًا لله، كما يجب أن أقبل هذه المسئولية العظمى بكل تواضع وبغير تردد». ولما أعلن هذا الفكر لمن جاءوا إليه مؤكدًا عدم استحقاقه للكرامة ولكنه يقبلها من أجل الضرورة الموضوعة عليه، فرح مندوبو الشعب حين سمعوا هذه الكلمات واستصحبوا الناسك يوأنس معهم إلى الإسكندرية حيث تمت رسامته باسم يوأنس الأول في سنة 497م.
معاصروه:
عاصر هذا البابا القديس ساويرس الإنطاكي، نابغة عصره في التقوى والعلم. وعاصر من القياصرة زينون وأنسطاسيوس البار الذي رأى أن مكدونيوس بطريرك القسطنطينية قد قطع علاقته مع كنيسة الإسكندرية وتحزب لمجمع خلقيدونية، وأخذ يكاتب أسقف روما. أخذ القيصر يقنع مكدونيوس أن يحرم المجمع الرابع فأبى. انعقد مجمع في القسطنطينية عام 511م فيه أُستبعد مكدونيوس عن كرسيه ونفي، وأُقيم عِوضًا عنه رجل فاضل يُدعى تيموثاوس. وحال سيامته عقد مجمعًا أيّد فيه الإيمان الأرثوذكسي وحرّم مكدونيوس وبعث إليه بالحرم.
إعادة تسبحة الثلاث تقديسات كاملة:
كان مكدونيوس قد أبطل في القسطنطينية استخدام تسبحة الثلاث تقديسات: قدوس الله، قدوس القوي، قدوس الحيّ الذي لا يموت، الذي صلب عنا ارحمنا..." فقد ظن البعض أن هذه التسبحة تنسب الصلب للثالوث القدوس. باستبعاد مكدونيوس أُعيد استخدامها في القسطنطينية، وهي تسبحة قديمة ترجع إلى عصر الرسل. قيل أنه نظمها يوسف الرامي ونيقوديموس عند تطييب جسد السيد المسيح إذ ظهر لهما ملاك يسبح المصلوب عند دفنه. أما الدعوى بأن بطرس القصّار السابق للقديس ساويرس هو الذي أضاف "الذي صلب عنا" على التريساجيون (الثلاث تقديسات) فهذا أخطأ، إنما هو اعتمد عليها في دحض تعاليم نسطور وذوي الطبيعتين لتأكيد أن السيد المسيح هو القدوس الذي بتجسده مات إلخ. فالتسبحة بكاملها قديمة وهي تُوجه للثالوث القدوس بكونه القدوس، أما الميلاد والصلب والقيامة فموجهة لأقنوم الكلمة المتجسد وحده.
ازدهار كنيسة الإسكندرية:
أول ما قام به البابا بعد تسلم مقاليد الرياسة كان يوجّه الشعب إلى وجوب التمسك بالإيمان القويم. وكان السلام مستتبًا لأن الإمبراطور أناسطاسيوس كان هو أيضًا وفيًا لأصدقائه المصريين ومسالمًا، فازدهرت كنيسة الإسكندرية في عهد البابا يوأنس وعاد نورها إلى بهائه الأول. لم يكدّر صفو باباويته غير الوباء الذي انتشر في الإسكندرية وقضى على الكثيرين من أبنائه. ولقد دأب هذا البابا اليقظ على تفقد شعبه أثناء تفشي الوباء ليواسي المتألمين ويعزي الحزانى. وفي الرابع من بشنس سنة 234ش الموافق سنة 507م انضم إلى آبائه بعد أن رعى شعبه بحكمة وعدل حوالي تسع سنوات.